# Roberto Naar
Roberto Naar (Rio de Janeiro, 18 de agosto de 1959) é um diretor de televisão brasileiro.
Iniciou sua carreira em 1983 na TV Manchete. Inicialmente contratado como cameraman, cinco anos mais tarde tornou-se diretor.
Foi sócio da Metavideo, de Roberto Feith, onde produziu e dirigiu mais de 60 horas de programas de televisão exibidos na Rede Manchete em cadeia nacional. Sua primeira telenovela como diretor foi Pantanal.
Contratado da Rede Globo desde 1993, é diretor geral do programa Mais Você.

## Carreira

### Como diretor geral
- 2018 - "Só Toca Top"
- 2011 - "Rock in Rio"
- 2011 - "Video Show"
- 2010 - Vídeo Show
- 2009 - Jogo Duro
- 2009 - Mais Você
- 2003/2007 - Carga Pesada
- 2002 - O Beijo do Vampiro
- 2001 - Porto dos Milagres
- 1999 - Vila Madalena
- 1997 - Por Amor

### Como diretor
- 2010 - TV Globinho
- 2010 - Globeleza
- 2008 - A Favorita
- 1998 - Meu Bem Querer
- 1997 - A Indomada
- 1996 - Anjo de Mim
- 1995 - História de Amor
- 1994 - Pátria Minha
- 1993 - Sonho Meu
- 1993 - O Mapa da Mina
- 1991 - Floradas na Serra (minissérie) (Rede Manchete)
- 1991 - A História de Ana Raio e Zé Trovão (Rede Manchete)
- 1990 - Pantanal (Rede Manchete)